# 시에라 마드레 빌라역
시에라 마드레 빌라역 (Sierra Madre Villa Station), 또는 패서디나역 (Pasadena Station)은 로스앤젤레스 메트로의 L선역 중 하나이다. 패서디나에 있는 주간고속도로 제210호선/210호 고속도로 사이에 위치되어 있다.

## 역 정보

### 역 구조
| 승강장 | L선                             | ← 앨런역 Allen ← 애틀랜틱행 (종착점행)                  |
| 승강장 | 섬식 승강장, 왼쪽 출입문이 열림 |                                                         |
| 승강장 | L선                             | → 아케이디아역 Arcadia → APU/시트러스 칼리지행 (기점행) |

### 열차 운행 정보

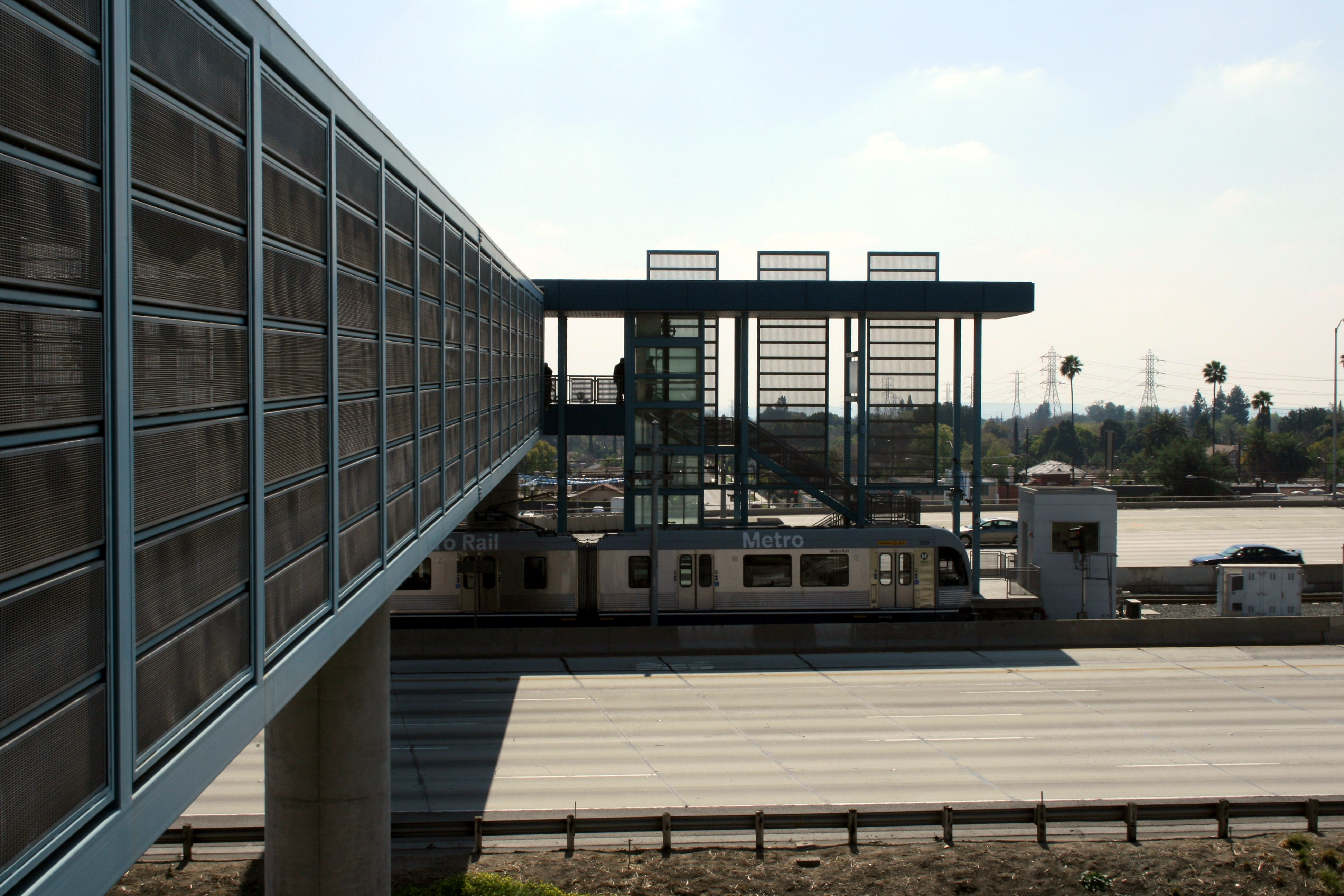
주차 건물과 열차 승강장을 연결하는 입구 다리에서의 역 전경.

이 역에서는 일반 시간에 지하철 운행이 오전 5시부터 시작하여 오전 12시 15분까지 운행한다.

## 푸실 익스텐션
이 역은 본래 L선(당시 금선)의 종착역이었다. 이후 이 역의 동부 방면으로 골드 라인 푸실 익스텐션 노선이 2016년 3월 5일에 확장되어 운행을 시작하였다.

## 연결 가능한 대중교통
| 메트로 Metro Bus          | 일반 메트로버스: 175, 181, 264, 266, 268 급행 메트로버스: 487 |
| LADOT                     | 일반: - DASH: -                                               |
| 푸트힐 Foothill Transit   | 197                                                           |
| 빅블루버스 Big Blue Bus   | -                                                             |
| 패서디나 Pasadena Transit | 31, 32, 40, 60                                                |
| 기타:                     | -                                                             |

## 역세권 정보
- 카이저 퍼머넌트 (Kaiser Permanente)
- 헤이스팅스 빌리지 쇼핑 센터 (Hastings Village Shopping Center)
- 헤이스팅스 랜치 플라자 (Hastings Ranch Plaza)